# Fernand Lefever
Fernand Lefever  (1883-1959) was een Belgisch architect die in het begin van de twintigste eeuw actief was.
Lefever maakte deel uit van de tweede generatie architecten van de "geometrische art nouveau", een stroming die door Paul Hankar was geïnitieerd en een tegenhanger vormde van de florale art-nouveaustijl die Victor Horta voorstond.
Fernand Lefever was van 1905 tot 1924 actief als architect en zijn werk kenmerkt zich voornamelijk door projecten in art-nouveaustijl. Ook na de Eerste Wereldoorlog (1914-1918) ontwierp hij huizen in deze stijl, hetgeen vrij uitzonderlijk was in een periode waarin art-nouveau al niet meer in zwang was. Hij was een van de weinige art-nouveau-architecten die in het noordoosten van Brussel heeft gewerkt. Zijn werk is voornamelijk te vinden aan de Pantheonlaan en de Segherslaan in Koekelberg, een buitenwijk van Brussel.

## Werk
Tot zijn belangrijkste werk behoren het Huis van Lefever (Maison Lefever), zijn eigen woonhuis en atelier aan de Pantheonlaan 59 in Koekelberg, en de panden die zich bevinden op de Pantheonlaan 58 en de Segherslaan 77, 83, 90, 92 en 94.

### Gebouwen in "geometrische art-nouveaustijl"
- 1905-1906 : Kiekenmarkt 41[4]
- 1910 : Emile de Becolaan 40
- 1913 : Huis van Lefever (eigen woning van Fernand Lefever) Pantheonlaan 59[1]
- 1916 : Segherslaan 92
- 1922 : Segherslaan 84
- 1923 : Segherslaan 89
- 1924 : Segherslaan 77
- Leopold II-laan 245
- Broustinlaan (Jette)
- Pangaertlaan (Ganshoren)

### Gebouwen in "geometrische art-nouveaustijl" vermengd meteclecticisme
- 1916 : Pantheonlaan 61
- 1922 : Segherslaan 82
- 1923 : Segherslaan 79

### Gebouwen in art-décostijl
- 1926 : Segherslaan 83
- 1927 : Pantheonlaan 58 (ornament van kastanjebladeren)
- 1928 : Segherslaan 90
- 1928 : Segherslaan 94
- 1931 : Segherslaan 85
- 1932 : Gebouw met hoekappartementen op de Panteonlaan 31-32 en de Belgische Onafhankelijkheidslaan 6[5]

### Gebouwen ineclectische stijl
- 1921 : Pantheonlaan 56
- 1922 : Pantheonlaan 64
- 1928 : Segherslaan 73
- Pantheonlaan 46
- Pantheonlaan 55
- Segherslaan 81
- Segherslaan 91
- Segherslaan 93